# Immunité (médecine)
Pour les articles homonymes, voir Immunité.
 (février 2018).
Si vous disposez d'ouvrages ou d'articles de référence ou si vous connaissez des sites web de qualité traitant du thème abordé ici, merci de compléter l'article en donnant les références utiles à sa vérifiabilité et en les liant à la section « Notes et références ».
En biologie et en médecine, l'immunité est la capacité (naturelle ou acquise) d'un organisme à se défendre contre des substances étrangères et des agents infectieux (bactéries, virus, parasites). 
C'est l'une des principales lignes de défenses biologiques. Elle est mobilisée pour combattre l'infection et les maladies infectieuses, ou toute intrusion biologique indésirable, tout en présentant une certaine tolérance immunologique (nécessaire pour éviter l'allergie et la maladie auto-immune et empêcher le rejet de l'embryon/foetus par l'organisme de la mère).

## Immunité innée et immunité adaptative

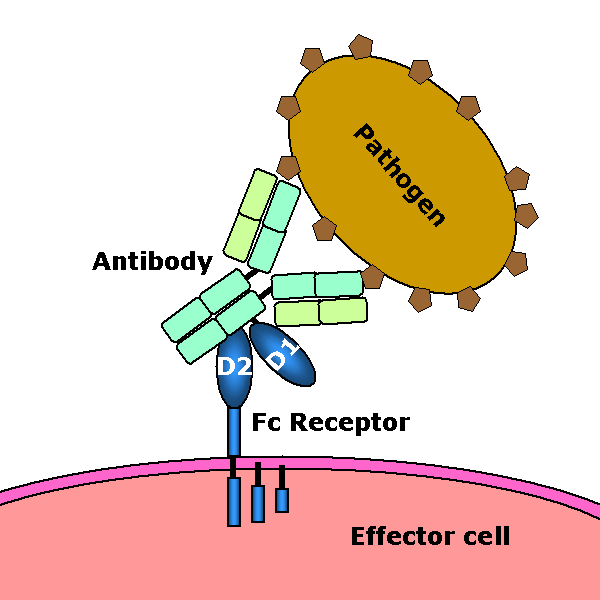
Schéma d'un récepteur Fc (Membrane des récepteurs de surface de certaines cellules)

Ce sont les deux principales composantes du système immunitaire. De manière complémentaire, elles contribuent à la capacité de l'organisme à repousser ou contrôler certains corps étrangers, les micro-organismes et virus.

### Système immunitaire inné
Le système inné est composé de cellules de moelle osseuse primitives, programmées pour reconnaître des substances étrangères et réagir en les tuant et/ou en les évacuant de l'organisme. Sa réponse est dite non-spécifique car il agit comme une barrière (première ligne de défense) en éliminant une vaste gamme de pathogènes (ou d'intrus) sans tenir compte de leur spécificité antigénique. 
C'est l'ensemble des résistances naturelles avec lesquelles une personne nait ; ces résistances sont des réactions physiques, chimiques et cellulaires. En temps normal, les microbes se heurtent d'abord aux couches épithéliales de la peau ou de muqueuses (barrières physiques). En cas de pénétration de ces barrières, des défenses générales ultérieures incluent des signaux chimiques sécrétés (des cytokines), des substances antimicrobiennes, la fièvre et l'activité phagocytaire associée aux réponses inflammatoires. Les récepteurs de surface de phagocytes peuvent lier et répondre aux éléments moléculaires exprimés sur la surface des microbes. Par ces approches, l'immunité innée peut empêcher la colonisation, l'entrée et la multiplication des microbes.

### Système immunitaire adaptatif
Le système adaptatif est composé de cellules lymphatiques plus sophistiquées. Il est doté d'une certaine capacité d'apprentissage et de mémoire, et sa réponse est dite spécifique (ou « acquise ») car ses cellules sont programmées pour reconnaître des substances sans lui-même réagir. C'est l'immunité pathogène-spécifique. C'est lui que la vaccination utilise. L'immunité adaptative est souvent subdivisée en deux types : l'immunité naturellement acquise et l'immunité artificiellement acquise.

#### Immunité naturellement acquise
L'immunité est naturellement acquise après contact avec une maladie causant une réaction, quand le contact n'était pas délibéré.

#### Immunité artificiellement acquise
L'Immunité artificiellement acquise ne se développe qu'à la suite d'actes délibérés comme la vaccination. Cette immunité artificiellement acquise peut à son tour être subdivisée selon qu'elle est provoquée dans l'hôte (immunité active) ou transférée passivement d'un hôte immunisé (immunité passive).
L'immunité passive est acquise par le transfert d'anticorps ou de lymphocytes T activés d'un hôte immunisé, est de courte durée (quelques mois, généralement).
L'immunité active est provoquée dans l'hôte lui-même par l'antigène et dure beaucoup plus longtemps, elle peut même être perpétuelle. Le diagramme ci-dessous récapitule ces divisions d'immunité. 
La subdivision supplémentaire de l'immunité adaptative est caractérisée par les cellules impliquées. L'immunité à médiation humorale est celle qui est obtenue par sécrétion d'anticorps, tandis que la protection fournie par l'immunité par médiation cellulaire implique des lymphocytes T seuls. L'immunité humorale est active quand l'organisme produit ses propres anticorps et est passive quand les anticorps sont transférés entre des individus. De même, lorsque la cellule a servi d'intermédiaire, l'immunité est active quand les propres lymphocytes T des organismes sont stimulés et passive quand des lymphocytes T viennent d'un autre organisme.
L'interaction de ces deux composantes du système immunitaire crée un environnement biologique dynamique où l'on peut voir « la santé » comme un état physique actif où ce qui est « soi » est immunologiquement épargné, alors que ce qui est « étranger » est inflammatoirement et immunologiquement éliminé. En prolongeant ce concept, « la maladie » peut alors surgir quand ce qui est étranger ne peut pas être assez rapidement (ou pas du tout) éliminé, et/ou quand ce qui est « soi » ne peut pas être épargné.
Remarque : La réaction aux substances étrangères est l'inflammation, tandis que la non-réaction au « soi » est étymologiquement décrite comme l'immunité.

## Le cas particulier de l'immunité maternelle et du nouveau-né
Durant la grossesse, l'immunité maternelle est naturellement modifiée, afin que le fœtus ne soit pas rejeté comme un corps étranger. 
Durant cette période de 9 mois, il existe en outre un transfert placentaire d'anticorps, du sang de la mère vers l'organisme du fœtus via le placenta. Ce transfert commence au début du second trimestre de grossesse et est maximal à partir de la 35e semaine. La diversité des anticorps ainsi transférés dépendra de la quantité de microbes contractés par la mère durant sa vie avant (et durant) la grossesse mais aussi de son statut vaccinal (et donc du temps écoulé depuis la dernière vaccination, car plus ce temps passe, moins l'organisme sécrète d’anticorps).
Ce transfert maternel peut être altéré (ou insuffisant) en cas de prématurité (car le transfert d'anticorps de la mère vers le fœtus est le plus intense à partir de la 35 semaine de grossesse), de déficit immunitaire de la mère, de paludisme ou d'infection par le VIH).
L'infection de la mère (et/ou la fièvre intra-partum souvent associée) durant la grossesse augmentent statistiquement le risque de troubles psychiatriques et neurodéveloppementaux chez l'enfant (et touchant plus les garçons que les filles). Les raisons sont encore mal comprises, mais une activation immunitaire maternelle, indépendamment de l'infection, semble en cause (phénomène qui sera donc à inclure dans les recherches de corrélations épidémiologiques entre l'activation du système immunitaire maternel et les conséquences neuro-cognitives pour la progéniture, lors d'épidémies par exemple). On a récemment découvert des marqueurs maternels de l'inflammation lors de la grossesse (taux d'interleukine 6 ; IL-6), qui ont été reliés à des altérations cérébrales du nouveau-né, ainsi qu'à des troubles du développement cognitif du très jeune enfant. Ce phénomène est corroboré par des études sur le modèle animal (modèle également utilisé pour sonder la contribution des interactions gène-environnement à l'étiologie des troubles neurodéveloppementaux). En 2019, « le lien entre l'infection maternelle et ces changements phénotypiques n'est pas entièrement compris, mais il existe de plus en plus de preuves que l'activation immunitaire maternelle induit des altérations immunitaires prolongées dans le cerveau de la progéniture qui pourraient sous-tendre des altérations épigénétiques qui à leur tour peuvent médier le comportement et les changements cérébraux ». Le risque de troubles neuropsychiatriques concerne le nourrisson et peut persister tout au long de la vie, dont sous forme de troubles du spectre autistique (TSA), qui pour des raisons encore à préciser touche 4 fois plus de garçons que de filles. En 2019, une étude basée sur un modèle animal de l'Autisme a montré qu'en cas d'infection de la femelle, les nouveaux né mâles, plus souvent que les femelles, présentaient un déficit de cellules de Purkinje dans le cervelet, et dans des lobules distincts chez les mâles que chez les femelles ; et seuls les mâles avaient un nombre réduit de neurones dans le cortex moteur, ce qui suggère d'une part que les femelles sont moins vulnérables aux effets de l'infection maternelle entraînant des symptômes de TSA chez la souris, et qui d'autre part désigne des zones du cerveau d'intérêt pour éventuellement mieux gérer les conséquences sociales et motrices des TSA.
À sa naissance le bébé est doté d'une immunité cellulaire, mais son immunité humorale est encore immature (l’imperméabilité placentaire a fait qu'il est né dépourvus d’anticorps maternels). Cependant, durant un certain temps, via l'allaitement (via le colostrum surtout) l'immunité de la mère est transmise au nouveau-né (s'il est alimenté avec le lait maternel) ; cette immunité maternelle « systémique » implique surtout des IgG qui chez la mère passent de son sang au colostrum pour être ensuite chez le bébé absorbées via la muqueuse intestinale dès le premier allaitement. Il existe aussi une immunité maternelle muqueuse (notamment basée sur des IgA sécrétoires (sIgA) essentiellement transférées via l'allaitement (immunité lactée) jusqu'au sevrage. Ainsi, et à titre d'exemple, un bébé peut être protégé de la rougeole grâce aux anticorps de sa mère jusqu'à un an après sa naissance, ce pourquoi la vaccination infantile n'est pas recommandés en routine avant l'âge de un an,, d'autant que la présence d’anticorps maternels dans l'organisme du bébé peut compromettre la réponse humorale à la vaccination, surtout si le vaccin est un vaccin vivant atténué. Le colostrum apporte aussi la protéine multi-fonctions TGF-béta (facteur de croissance de transformation), essentielle pour la régulation du système immunitaire. Cette molécule anti-rejet, résiste aux sucs digestifs et augmente la tolérance orale (face à l’introduction de protéines alimentaires dans l’organisme) tout en favorisant la synthèse des anticorps IgA.